# NGC 3332
NGC 3332 (također NGC 3342) je eliptična galaktika u zviježđu Lavu.
William Herschel je ovdje 1784. i 1796. pronašao galaktike, za koje se poslije utvrdilo da se radi o jednoj te istoj galaktici.

## Vanjske poveznice
- (eng.) SEDS: NGC 3332
- (eng.) Revidirani Novi opći katalog
- (eng.) Izvangalaktička baza podataka NASA-e i IPAC-a
- (eng.) Astronomska baza podataka SIMBAD
- (eng.) VizieR